# Pseudotolna eximia
Pseudotolna eximia är en fjärilsart som beskrevs av Holland 1894. Pseudotolna eximia ingår i släktet Pseudotolna och familjen nattflyn. Inga underarter finns listade.